# Sušárna chmele Hassmann
Sušárna chmele Franze a Míny Hassmann nebo jen Sušárna chmele Hassmann je novogotická sušárna na chmel, která se nachází pod čp. 8 v žatecké části v Trnovany. V areálu se nachází i mlýn, ale pouze objekt sušárny je od roku 2021 zapsán jako kulturní památka v Ústředním seznamu nemovitých kulturních památek České republiky. Památkově chráněná budova se nachází na území Krajiny žateckého chmele.

## Historie
Sušárna je podle jejího nápisu datována k roku 1908 a patřila rodině Hassmannů. Tato rodina patřila k nejvýznamnějším pěstitelům chmele a její rodinné chmelové známky jsou součástí kabinetu Regionálního muzea v Žatci. Vlastnila i sousední mlýn, který stojí v blízkosti sušárny. Jeho nejstarší část pochází ze 14. století, kdy se i údajně objevily záznamy o jeho prodeji. V roce 1867 byl přestavěn a od té doby pomalu chátral. Sušárna byla postavena jako poděkování od synovce Franze Hassmanna za to, že ho vydržoval na studiích architektury ve Vídni. Vznikla přestavbou staršího objektu, a to zřejmě stodoly. Na snímcích stabilního katastru je zachycena stavba přibližně stejného rozsahu, tento předpoklad potvrzuje také vyrytá ozdobná datace na severním sloupku, který podpírá průvlak stropních trámů s daty 1807 a 1907. Dalšími majiteli byla aristokratická rodina von Schönfeldů, která ale byla vysídlena. Jako pozůstatek je na jednom trámu tužkou namalované srdíčko s iniciály jejího muže a dokonce i jí samotné. Následně sušárna chátrala a hospodářský dvůr, který náležel k sušárně, byl zbořen. Vše se změnilo, když se Šárka Mejcharová se svým manželem v roce 2000 projížděli kolem a tato stavba je zaujala. Rozhodli se tento areál od zemědělců koupit a po desetiletém čekání kvůli restitucím začali postupně opravovat. Mají v plánu přebudovat sušárnu na kulturní centrum a mlýn na hotel.

## Popis
Budova postavená v novogotickém stylu byla vybudována v roce 1908. Jedná se o samostatně stojící dvoupatrovou budovu na obdélníkovém půdorysu, zděnou z lomového opukového kamene, který je kombinovaný s pohledovým cihelným zdivem. Má sedlovou střechu pokrytou pálenými bobrovkami. Fasáda je pojata v duchu neogotického slohu, kombinující omítané plochy a režné cihelné zdivo. Na severní straně má třípatrový rizalit. Průčelí tohoto rizalitu má v prostředním poli na úrovni štítu otevřený kruhový otvor rámovaný cihlami, nad kterým je z cihel vyskládán letopočet 1908 a pod otvorem nápis FRANZ-MINA a pod ním HASSMANN. Hmotu budovy doplňuje oplechovaný výparník v podobě věžičky ukončené lucernou s jehlancovou střechou a ozdobnou bleskosvodnou tyčí. Pod věžičkou se v rizalitu nacházejí dva hvozdy, sloužící k odvětrávání sušícího vzduchu. Vstup do sušárny je přes vjezd, který se nachází v západním průčelí a kde je i přístup k topeništi bez dochovaných kotlů. Kromě topeniště se dochoval i systém shozových otvorů vyřezaných v podlahách. Na úrovni prvního patra objektu se v každém hvozdu nalézá pásový otvor sloužící k zasouvání rakví s chmelem. Nad otvory je dochován pákový mechanismus pro ovládání sklopných lísek a na délku krovu jsou zavěšené kolejnice pro dopravu rakví s chmelem. Dopravu chmele do podkroví umožňoval nakládací bedněný vikýř se sedlovou střechou a s vrátkem, který se nachází před západním průčelím na jižní straně. Patra sušárny jsou dřevěná s dřevěnými žebříkovými schodišti a výmalba interiéru má šmolkové nátěry, jejichž cílem bylo zabránění vletu hmyzu do interiéru.

## Galerie

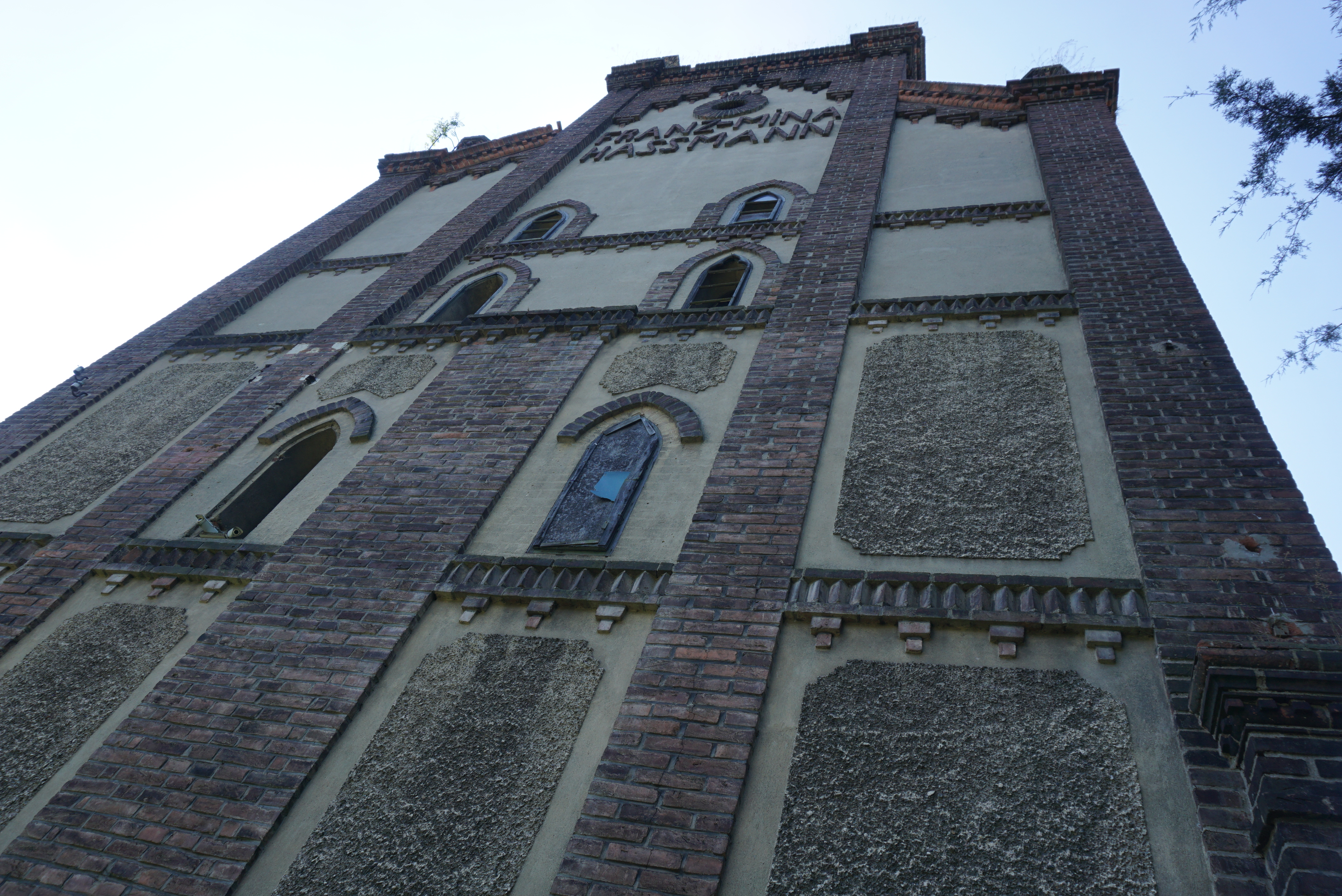
Detail severního průčelí
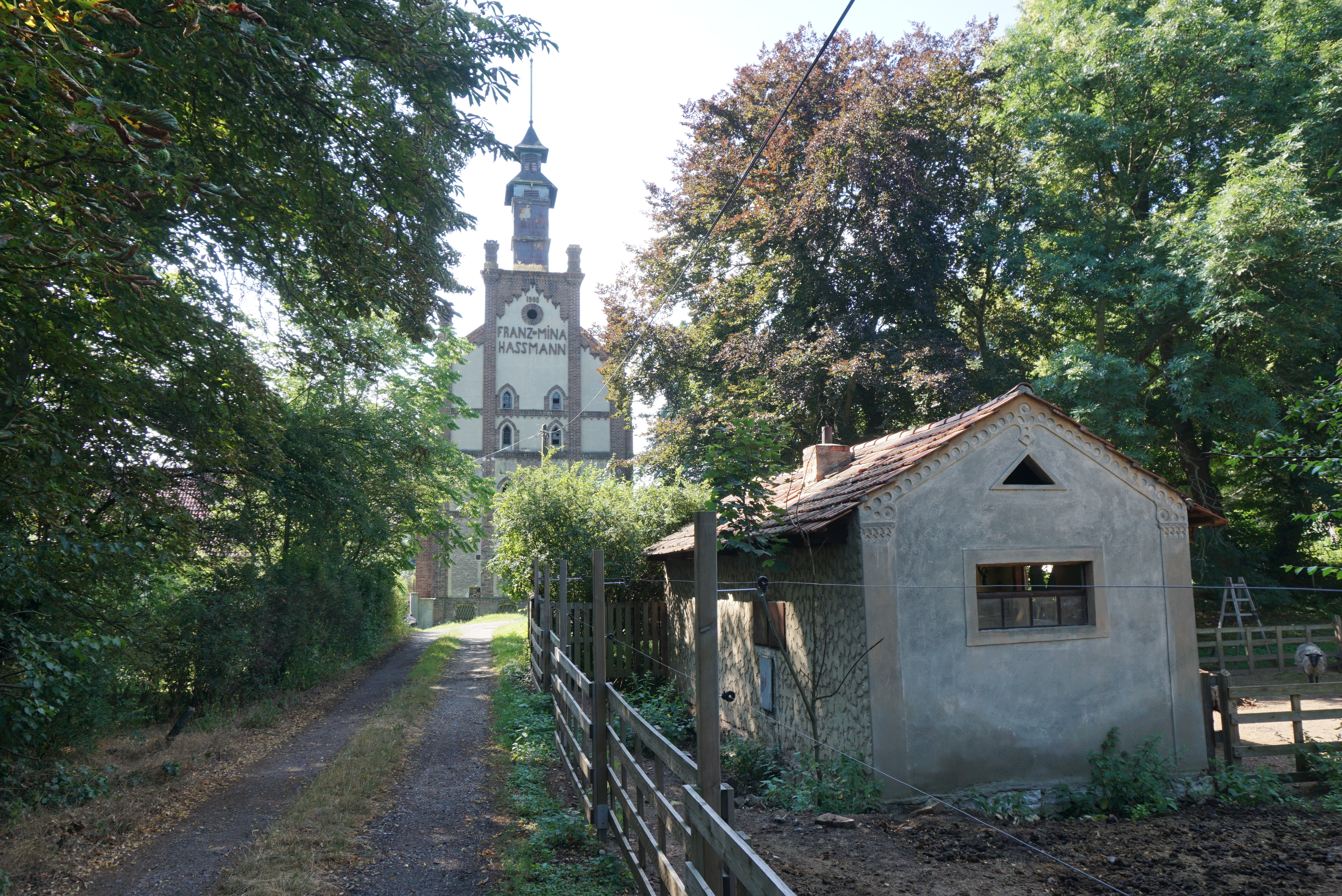
Pohled na sušárna z příjezdu